# Siegfried Hold
Siegfried Hold (né le 18 août 1931 à Johannisburg, mort le 16 décembre 2003 à Innsbruck) est un directeur de la photographie allemand.

## Biographie
Hold travaille comme électromécanicien et arrive dans le cinéma au début des années 1950, en même temps que sa sœur Marianne Hold commence sa carrière d'actrice. Il est premier assistant opérateur sur Ferien vom Ich sorti en 1952, travaillant notamment avec Willy Winterstein.
Il devient directeur de la photographie en 1960 pour la série télévisée Meine Frau Susanne. Il tourne beaucoup durant cette décennie, en particulier les adaptations de Karl May. Par ailleurs, il fait également des documentaires et des séries télévisées.

## Filmographie
Cinéma
- 1961: Immer Ärger mit dem Bett
- 1961: Robert und Bertram
- 1961: Ninotschka und Peer
- 1961: Café Oriental
- 1962: Flying Clipper – Traumreise unter weißen Segeln (documentaire)
- 1962: Les Années heureuses (de)
- 1962: Wilde Wasser
- 1963: Der Fluch der gelben Schlange
- 1963: Les Cavaliers rouges
- 1964: Winterolympiade 1964 (documentaire)
- 1964: Das Ungeheuer von London-City
- 1964: Freddy und das Lied der Prärie
- 1964: Marika, un super show
- 1964: Au pays des Skipétars
- 1964: Les Mercenaires du Rio Grande
- 1964: Die Pyramide des Sonnengottes
- 1965: Premiere (documentaire)
- 1965: Ruf der Wälder
- 1965: Das Vermächtnis des Inka
- 1966: Le Carnaval des barbouzes
- 1966: Guet-apens à Téhéran
- 1966: 00Sex am Wolfgangsee
- 1966: Mister Dynamit – Morgen küßt Euch der Tod
- 1967: Le Grand Bonheur
- 1967: Mieux vaut faire l'amour
- 1967: Viol de nuit
- 1968: Paradies der flotten Sünder
- 1968: Donnerwetter, Donnerwetter, Bonifatius Kiesewetter
- 1971: Außer Rand und Band am Wolfgangsee
- 1973: Frau Wirtins tolle Töchterlein
- 1976: Winterolympiade 1976 (documentaire)
- 1977: Das Lustschloß im Spessart
- 1978: Himmel, Scheich und Wolkenbruch
- 1987: Frühstück zu dritt

Télévision
- 1960 : Meine Frau Susanne (série)
- 1962 : Annoncentheater. Ein Abendprogramm des Deutschen Fernsehens im Jahre 1776
- 1968 : Wenn die kleinen Veilchen blüh'n
- 1970 : Passion eines Politikers
- 1970 : Johann Strauß und seine Zeit
- 1971 : Die Abenteuer des braven Soldaten Schwejk (série)
- 1973 : Arpad le Tzigane (série)

## Source de la traduction
- (de) Cet article est partiellement ou en totalité issu de l’article de Wikipédia en allemand intitulé « Siegfried Hold » (voir la liste des auteurs).